# Assegai (samochód)
Assegai – samochód wyścigowy, uczestniczący w Południowoafrykańskiej Formule 1.
Samochód został skonstruowany przez Tony'ego Kotze, który był także jego kierowcą. Model przypominał samochody Formuły 1 Cooper, ale był od nich węższy i niższy. Prześwit wynosił 8,5 cm.
Jak większość samochodów uczestniczących w Południowoafrykańskiej Formule 1, był wyposażony w czterocylindrowy, półtoralitrowy silnik Alfa Romeo. Napęd był przekazywany za pośrednictwem pięciobiegowej przekładni Colotti.
Kotze rywalizował tym pojazdem tylko w Grand Prix Randu 1962, ale nie zdołał się zakwalifikować.